# Абу Кутейба аль-Макки
Абу Кутейба аль-Макки (1960, Саудовская Аравия — 1 июля 2004, Малгобек, Ингушетия, Россия) — арабский террорист родом из Мекки, полевой командир, один из приближённых Хаттаба.
Полное имя — Абу Кутейба Джамаль.

## Биография
Родился в 1960 году в Саудовской Аравии. В 1995 году воевал в Боснии, где лишился ноги. В том же году Кутейб приехал в Чечню и начал принимать участие в боевых действиях на стороне боевиков. Лично возглавлял диверсионные группы, действовавшие в Веденском и Ножай-Юртовском районах Чечни, но прославился во вторую кампанию. Являлся членом «Маджлисуль Шуры Ичкерии» и был ответственным за пропагандистское обеспечение деятельности бандформирований, а также был наделён эксклюзивным правом на размещение в сети Интернет информации, передаваемой группами арабских наёмников из Чечни. Именно он, как установила ФСБ, в марте 2000 года в Джани-Ведено организовал нападение на колонну, в результате чего были убиты 42 омоновца из Перми. Был одним из организаторов вторжения боевиков в Ингушетию.
1 июля 2004 года он был блокирован в городе Малгобек и после многочасового боя взорвал на себе «пояс шахида».